# Dagmar Hildebrand
Dagmar Hildebrand (* 27. August 1969 in Lübeck) ist eine deutsche Politikerin (CDU) und seit 2022 Mitglied im Schleswig-Holsteinischen Landtag.

## Leben und Beruf
Hildebrand schloss 1990 eine Ausbildung zur Kauffrau im Einzelhandel ab. Von 1990 bis 2017 war sie für unterschiedliche Unternehmen im Bereich Leitung & Mitarbeiterführung tätig. Danach war sie von 2017 bis 2021 Referentin für die CDU-Bundestagsabgeordnete Claudia Schmidtke, die ab 2019 auch als Patientenbeauftragte der Bundesregierung tätig war.

## Politische Tätigkeit
Hildebrand ist seit 2011 Vorsitzende des CDU-Ortsverbandes Lübeck-West. Seit 2012 ist sie jugendpolitische Sprecherin der CDU-Fraktion Lübeck. Von 2012 bis 2018 war sie stellvertretende Kreisvorsitzende der CDU Lübeck.
Bei der Landtagswahl in Schleswig-Holstein 2017 befand sie sich auf Platz 21 der Landesliste ihrer Partei. Sie landete im Wahlkreis Lübeck-West mit 29,0 % der Erststimmen hinter der SPD-Kandidatin Kerstin Metzner, die 38,7 % der Erststimmen erreicht hatte, und verpasste damit den Einzug in den Landtag. Von 2018 bis 2023 war sie Mitglied der Lübecker Bürgerschaft und dort stellvertretende Fraktionsvorsitzende. Seit 2021 ist sie Mitgliederbeauftragte der CDU Lübeck.
Bei der Landtagswahl in Schleswig-Holstein 2022 befand sie sich auf Platz 16 der Landesliste ihrer Partei. Im Wahlkreis Lübeck-West gewann sie mit 31,1 % der Erststimmen das Direktmandat und zog damit in den Landtag ein.

## Politische Positionen
Hildebrand legt ihren Fokus auf Familien-, Jugend- und Wohnungspolitik.

## Mitgliedschaften
Von 2011 bis 2016 war sie im Vorstand des Schulvereins der Grundschule am Koggenweg. Seit 2017 ist sie Mitglied im Aufsichtsrat bei der stadteigenen KWL Lübeck. Zudem ist sie Vorstandsmitglied des Gemeinnützigen Vereins für Lübeck-Moisling/Genin & Umgebung, einer Tochtergesellschaft der Gesellschaft zur Beförderung gemeinnütziger Tätigkeit.

## Privates
Hildebrand ist seit 1996 verheiratet und Mutter eines Sohnes.